# Liste der Bewilligungsverfahren für fremden Dienst des Schweizer Bundesrates 1859–1927
Aus den Jahren 1859–1927 sind zweiundachtzig Bewilligungsverfahren für individuellen fremden Dienst des Bundesrates für sechzehn Armeen bekannt.
Die Bundesverfassung von 1848 und insbesondere das Bundesgesetz von 1859 bedeuteten das Ende der Schweizer Truppen in fremden Diensten. Dem Schweizer Bürger blieb der individuelle fremde Dienst jedoch weiterhin erlaubt, solange er seine schweizerische Steuer- und Militärdienstpflicht nicht vernachlässigte. Einzig, wenn er in fremde, nicht nationale Truppen eintreten wollte, benötigte er die Bewilligung des Bundesrates, der diese «zum Zwecke der Ausbildung im Interesse der Schweizer Armee» erteilen konnte.
Mit dem Militärstrafgesetz von 1927 wurde auch dieser individuelle fremde Dienst, sofern nicht vom Bundesrat bewilligt, endgültig verboten.

## Systematik
Die nachfolgenden Listen führen die Gesuchssteller und Anfrager und deren Behördenbescheide für die betroffenen Armeen (in alphabetischer Reihenfolge angeordnet) nach Antragsjahren (in ansteigender Folge) dar.

## Betroffene Armeen

### Armeen der amerikanischen Sezessionskriege
| # | Name     | Vorname | Grad / Beruf / Funktion | Herkunft  | Jahr | Behördenentscheid                                                             |
| - | -------- | ------- | ----------------------- | --------- | ---- | ----------------------------------------------------------------------------- |
| 1 | Pfyffer  | Robert  | Offizier                | Luzern    | 1861 | Gesuch um diplomatische Unterstützung abgelehnt.                              |
| 2 | Bucher   | Johann  | Offizier                | Luzern    | 1861 | Gesuch um diplomatische Unterstützung abgelehnt.                              |
| 3 | Bachelin | Emile   | Leutnant                | Neuenburg | 1864 | Eintrittsgesuch unnötig, da Nationaltruppen. Hinweis auf kantonale Pflichten. |

### Britische Armee
| # | Name   | Vorname  | Grad / Beruf / Funktion | Herkunft  | Jahr | Behördenentscheid |
| - | ------ | -------- | ----------------------- | --------- | ---- | --- |
| 5 | Angst  | Gottlieb | Leutnant                | Zürich    | 1879 | Eintrittsgesuch (auch in niederländische Armee) genehmigt, da Nationaltruppe(n).                                                       |
| 6 | Michel | Gustav   | Leutnant                | Luzern    | 1879 | Eintrittsgesuch bewilligt, obwohl unnötig, da Nationaltruppe.                                                                          |
| 7 | Borel  | Gustave  | Oberleutnant            | Neuenburg | 1926 | Mitteilung, dass Eintritt mit Schweizer Nationalität unmöglich. Unterstützungsangebot beim Eintritt in die französische Fremdenlegion. |

### Bulgarische Armee
| # | Name    | Vorname | Grad / Beruf / Funktion | Herkunft | Jahr | Behördenentscheid |
| - | ------- | ------- | ----------------------- | -------- | ---- | --- |
| 8 | Stump   | Alfred  | Tierarzt                | Zürich   | 1886 | Eintrittsgesuch als Veterinär unnötig, da Nationaltruppe. Keine diplomatische Unterstützung. Hinweis auf Urlaubsgesuch in der Schweizer Armee. |
| 9 | Rebmann | Jakob   | Tierarzt                | Zürich   | 1886 | Eintrittsgesuch als Veterinär unnötig, da Nationaltruppe. Keine diplomatische Unterstützung. Hinweis auf Urlaubsgesuch in der Schweizer Armee. |

### Deutsches Heer,Königlich Preussische ArmeeundKaiserliche Marine
| #  | Name      | Vorname                | Grad / Beruf / Funktion | Herkunft     | Jahr | Behördenentscheid |
| -- | --------- | ---------------------- | ----------------------- | ------------ | ---- | --- |
| 10 | Alder     | Adolf                  |                         | Appenzell aR | 1870 | Eintrittsgesuch für die Preussische Armee unnötig, falls nicht in Schweizer Armee eingeteilt. |
| 11 | Laager    | Fridolin               |                         | Glarus       | 1870 | Eintrittsgesuch für die Preussische Armee unnötig, falls nicht in Schweizer Armee eingeteilt. |
| 12 | Zehnder   | Otto                   | Offiziersaspirant       | St. Gallen   | 1875 | Auf Eintrittsgesuch für die Kaiserliche Marine des Vaters, Zehnder Andreas, nicht eingetreten, da Sohn Otto (15) zu jung. |
| 13 | Sulzer    | Max von                | Kavallerieleutnant      | Zürich       | 1875 | Eintrittsgesuch für die Preussische Armee bewilligt. |
| 14 | Erlach    | Berchtold von          | Offiziersaspirant       | Bern         | 1876 | Eintrittsgesuch für die Preussische Armee von Grossrat Ludwig von Wattenwil für Erlach (20) bewilligt. |
| 15 | Buchmann  | Adolf                  | Trompeter               | Basel        | 1878 | Eintrittsgesuch für die Deutsche Armee genehmigt, obwohl unnötig, das Nationalarmee. |
| 16 | Pasquier  | Edgar du               |                         | Neuenburg    | 1879 | Eintrittsgesuch für die Deutsche Armee genehmigt, obwohl unnötig, da Nationalarmee. |
| 17 | Frisching | Carl Moritz Ludwig von |                         | Frankfurt    | 1882 | Eintrittsgesuch für die Preussische Armee von Vater Otto von Frisching für seinen Sohn (18) bewilligt und dessen Dispensation vom Dienst in der Schweizer Armee erteilt.                                                                             |
| 18 | Steiger   | Alphons von            |                         | Berlin       | 1886 | Anfrage der Schweizer Gesandtschaft für Eintrittsgesuch für die Preussische Armee positiv beantwortet, da von Steiger (19) wegen zu kleinem Brustumfang bei der Rekrutierung der Schweizer Armee zurückgestellt und somit nicht dienstpflichtig sei. |
| 19 | Perrot    | Fernand                | Kavallerieleutnant      | Neuenburg    | 1890 | Eintritt in die Deutsche Armee als Deutscher Offizier mit Schweizer Nationalität verunmöglicht, da Entlassungsurkunde aus Schweizer Armee nicht erteilt.                                                                                             |
| 20 | Meuron    | Albert de              |                         |              | 1890 | Eintrittsgesuch für die Deutsche Kriegsmarine von Vater Eduard de Meuron für seinen Sohn (18) bewilligt, da Nationaltruppe. |
| 21 | Schwarz   | Alfred                 |                         | Marienburg   | 1891 | Eintrittsgesuch in die Preussische Armee der kaiserlich deutschen Gesandtschaft in Bern an Bundespräsident Welti vom Militärdepartement bewilligt.                                                                                                   |
| 22 | Glutz     | Joseph von             |                         | Solothurn    | 1892 | Eintrittsgesuch für die Deutsche Armee von Vater Albert von Glutz für seinen Sohn sei unnötig und allfälliger Wiedereintritt als Offizier in Schweizer Armee nach Entlassung aus Deutscher Armee sei möglich.                                        |
| 23 | Tscharner | Friedrich von          | Dragonerleutnant        | Paderborn    | 1894 | Eintrittsgesuch für die Deutsche Armee als Offizier bewilligt und für die Dienstzeit vom Dienst in der Schweizer Armee dispensiert. |
| 24 | Rausch    | Heinrich               |                         | Schaffhausen | 1895 | Eintrittsgesuch für die Deutsche Armee unnötig, da Nationalarmee. |
| 25 | Jéquier   | Robert                 |                         | Neuenburg    | 1895 | Urlaubsgesuch für die Deutsche Armee von Vater Jean Jéquier unnötig, falls sein Sohn nicht von der Schweizer Armee rekrutiert sei, da Nationaltruppe.                                                                                                |

### Französische Armee
| #  | Name    | Vorname   | Grad / Beruf / Funktion | Herkunft               | Jahr | Behördenentscheid |
| -- | ------- | --------- | ----------------------- | ---------------------- | ---- | --- |
| 26 | Koller  | Jakob     | Medizinstudent          | Appenzell aR           | 1864 | Erfolglose diplomatische Unterstützung beim französischen Kriegsministerium zum Eintritt in Militärarztschule in Strassburg.                                                             |
| 27 | Funk    | Alexander | Oberst                  | Bern                   | 1870 | Eintrittsgesuch für die Französische Armee unnötig, da Nationalarmee und keine diplomatische Unterstützung.                                                                              |
| 28 | Ecoeur  | Séraphin  | Medizinstudent          | Lyon                   | 1870 | Eintrittsbewilligung in internationale Hilfstruppe der Französischen Armee als Sanitäter bewilligt, falls nicht in Schweizer Armee eingeteilt.                                           |
| 29 | Warnery | Arthur    | Feuerwehrhauptmann      | Tenay, Departement Ain | 1870 | Eintritt in die Französische Nationalgarde bewilligt, falls nicht in der Schweiz militärdienstpflichtig.                                                                                 |
| 30 | Jobin   | ?         |                         | Belfort                | 1875 | Anfrage der Schweizer Gesandtschaft in Paris beantwortet, dass Eintrittsgesuch für die École Spéciale Militaire de St. Cyr unnötig sei, da die Absolventen in Nationaltruppen einträten. |

### Französische Kolonialtruppen undFranzösische Fremdenlegion
| #  | Name      | Vorname   | Grad / Beruf / Funktion         | Herkunft | Jahr    | Behördenentscheid |
| -- | --------- | --------- | ------------------------------- | -------- | ------- | --- |
| 31 | Eberhardt | Eduard    | Maler                           | Bern     | 1880    | Eintrittsgesuch in die Französische Fremdenlegion bewilligt, um sich für den Schweizer Instruktionsdienst ausbilden zu lassen. |
| 32 | Weisshaar | Oskar     | Festungsartillerie-Leutnant     |          | 1893    | Offizielle Abklärungen in Frankreich, England, Holland und Belgien, ob Eintritt in die Französische Fremdenlegion eines Schweizers als Offizier in deren «Colonialarmee» möglich sei. |
| 33 | Jacky     | Albert    | Oberleutnant                    | Algerien | 1894/96 | Nachträgliches Gesuch seiner Familie in Neuenburg zum Eintritt in die Französische Fremdenlegion nicht bewilligt. |
| 34 | Monod     | Henri     | Oberleutnant                    | Waadt    | 1895    | Eintrittsgesuch in die französischen Kolonialtruppen mit Bedingung genehmigt: es sei nicht bekannt, um welche Art Truppe es sich handle; falls sie nicht zu den Nationaltruppen gehöre, erteile der Bundesrat die Bewilligung zum Eintritt, andernfalls sei eine bundesrätliche Genehmigung ohnehin überflüssig. |
| 35 | Junod     | Edouard   | Leutnant                        | Genf     | 1897    | Eintrittsgesuch in die Französische Fremdenlegion als Offizier genehmigt. |
| 36 | Weck      | Ernest de | Offizier                        | Freiburg | 1897    | Eintrittsgesuch in die Französische Fremdenlegion als Offizier genehmigt. |
| 37 | Heer      | Charles   | Hauptmann, Instruktionsoffizier |          | 1900    | Urlaubsgesuch und Eintritt in die Französische Fremdenlegion als Oberleutnant bewilligt. |
| 38 | Davall    | Edmond    | Leutnant                        | Waadt    | 1900    | Eintrittsgesuch in die Französische Fremdenlegion genehmigt. |
| 39 | Weiss     | Roger de  | Leutnant                        | Waadt    | 1904    | Eintrittsgesuch in die Französische Fremdenlegion genehmigt. |
| 40 | Montet    | René      | Leutnant                        | Genf     | 1907    | Bewilligung als Praktikant in der Französischen Fremdenlegion erteilt, als Unterleutnant verweigert. |

### Italienische Armee
| #  | Name  | Vorname | Grad / Beruf / Funktion | Herkunft | Jahr | Behördenentscheid |
| -- | ----- | ------- | ----------------------- | -------- | ---- | --- |
| 41 | Rüedy | Johann  | Arzt                    | Schwyz   | 1866 | Information an Rüedy, dass zum Eintritt in die Italienische Armee die italienische Staatsbürgerschaft erste Voraussetzung sei. |

### Königlich Niederländische Indische Armee
| #  | Name      | Vorname        | Grad / Beruf / Funktion     | Herkunft  | Jahr | Behördenentscheid |
| -- | --------- | -------------- | --------------------------- | --------- | ---- | --- |
| 42 | Gelpke    | Otto           | Sanitäts-Oberleutnant       | Basel     | 1876 | Eintritt als Militärarzt bewilligt. |
| 43 | Tissot    | Frédéric Louis | Häftling                    | Neuenburg | 1879 | Mittelung an Pfarrer Lardy, dass Gesuch unnötig, da die Niederländische Indienarmee als Nationaltruppe gelte. |
| 44 | Kläsi     | Konrad         | Arzt                        | Glarus    | 1879 | Die offizielle Anfrage des niederländischen Generalkonsuls in der Schweiz zur Bewilligung des Eintritts von Schweizern als Militärärzte in die Niederländische Indienarmee und Publikation der Anfrage mit deren Bedingungen als Inserat wurde bejaht, da diese als Nationaltruppe betrachtet werde. |
| 45 | Glaser    | Georg          | Arzt                        | Bern      | 1879 | Die offizielle Anfrage des niederländischen Generalkonsuls in der Schweiz zur Bewilligung des Eintritts von Schweizern als Militärärzte in die Niederländische Indienarmee und Publikation der Anfrage mit deren Bedingungen als Inserat wurde bejaht, da diese als Nationaltruppe betrachtet werde. |
| 46 | Erni      | Heinrich       | Arzt                        | Zürich    | 1879 | Die offizielle Anfrage des niederländischen Generalkonsuls in der Schweiz zur Bewilligung des Eintritts von Schweizern als Militärärzte in die Niederländische Indienarmee und Publikation der Anfrage mit deren Bedingungen als Inserat wurde bejaht, da diese als Nationaltruppe betrachtet werde. |
| 47 | Günther   | Arnold         | Arzt                        | Zürich    | 1879 | Die offizielle Anfrage des niederländischen Generalkonsuls in der Schweiz zur Bewilligung des Eintritts von Schweizern als Militärärzte in die Niederländische Indienarmee und Publikation der Anfrage mit deren Bedingungen als Inserat wurde bejaht, da diese als Nationaltruppe betrachtet werde. |
| 48 | Seelhofer | Albert         | Leutnant                    | Bern      | 1880 | Gesuch unnötig, da Nationaltruppe. |
| 49 | Leuzinger | Fridolin       | Oberleutnant, Assistenzarzt |           | 1880 | Eintrittsgesuch als Militärarzt bewilligt. |

### Kaiserliche und Königliche österreichisch-ungarische ArmeeundKriegsmarine
| #  | Name        | Vorname              | Grad / Beruf / Funktion | Herkunft       | Jahr    | Behördenentscheid |
| -- | ----------- | -------------------- | ----------------------- | -------------- | ------- | --- |
| 50 | Gendre      | Auguste Marie Aimé   | Lehrer                  | Triest         | 1862    | Genehmigung an den Staatsrat von Freiburg den Eintritt in die Österreichische Armee zu gestatten.                                                                 |
| 51 | Theurer     | Fritz Robert         |                         | Karlsruhe      | 1869    | Gesuch für die Österreichische Armee unnötig, da Nationaltruppe.                                                                                                  |
| 52 | Hold        | Konrad Jakob Thomas  |                         |                | 1872    | Gesuch für die Österreichische Armee unnötig, da Nationaltruppe.                                                                                                  |
| 53 | Grand       | Alexander            |                         |                | 1873    | Eintrittsgesuch in die Österreichische Armee bewilligt. |
| 54 | Rodt        | Gottfried von        |                         |                | 1870    | Eintrittsgesuch in die Österreichische Armee bewilligt. |
| 55 | Oppliger    | Karl                 | Kadett                  | Slawonien      | 1876/77 | Eintrittsgesuch in die Österreichische Armee von Vater Oppliger aus Basel in die Österreichische Armee / Kadettenschule wurde bewilligt, da Nationaltruppe.       |
| 56 | Lutz        | Arthur               | Arbeitsloser            | Ungarn         | 1877    | Eintritt in die Österreichische Armee bewilligt, da Nationaltruppe.                                                                                               |
| 57 | Zekeli      | Ernst                |                         | St. Gallen     | 1877    | Eintritt in die Österreichische Armee bewilligt, da Nationaltruppe.                                                                                               |
| 58 | Meuli       | Jakob                |                         | Graubünden     | 1878    | Gesuch für die Österreichische Armee bewilligt. |
| 59 | Degen       | Carl                 | Artillerie-Leutnant     | Basel          | 1878    | Gesuch für die Österreichische Armee bewilligt. |
| 60 | Zollikofer  | Gustav von           | Rechtsstudent           | St. Gallen     | 1878    | Gesuch für die Österreichische Armee bewilligt, da Nationaltruppe.                                                                                                |
| 61 | Öttli       | John                 | Trainsoldat             | St. Gallen     | 1878    | Gesuch für die Österreichische Armee bewilligt, da Nationaltruppe.                                                                                                |
| 62 | Wattenwyl   | Albert Januarius von |                         | Schlesien      | 1879    | Eintrittsbewilligung in die Österreichische Armee an den Berner Grossrat Ludwig von Wattenwyl für seinen Neffen Alnert Januarius (19) erteilt, da Nationaltruppe. |
| 63 | Bois        | Fernand du           |                         | Neuenburg      | 1879    | Gesuch für die Österreichische Armee bewilligt, da Nationaltruppe.                                                                                                |
| 64 | Bürcher     | Karl                 |                         | Wallis         | 1880    | Gesuch für die Österreichische Armee bewilligt, da Nationaltruppe.                                                                                                |
| 65 | Albertini   | Adolf                |                         | Graubünden     | 1881    | Gesuch für die Österreichische Armee bewilligt, da Nationaltruppe.                                                                                                |
| 66 | Lutz        | Robert Eduard        |                         | Steiermark     | 1887    | Antwort an Vater Conrad Adolf Lutz, dass Genehmigung für seinen Sohn (14) zum Eintritt in Marineakademie nicht nötig sei.                                         |
| 67 | Graf        | Adolf                | Sticker                 | Appenzell aR   | 1893    | Antwort an Graf, dass Gesuch zum Eintritt in Kriegsmarine unnötig, da Nationaltruppe-                                                                             |
| 68 | Weydmann    | Philipp August       |                         | Baden bei Wien | 1895    | Gesuch für die Österreichische Kriegsmarine bewilligt, da Nationaltruppe.                                                                                         |
| 69 | Leutenegger | Karl                 |                         | Linz           | 1895    | Gesuch für die Österreichische Kriegsmarine unnötig, da Nationaltruppe.                                                                                           |
| 70 | Ernst       | Ferdinand von        |                         | Österreich     | 1895    | Gesuch des Vaters Eduard von Errnst-Marcuard für seinen Sohn Ferdinand zum Eintritt in die Artillerie-Kadettenschule sei unnötig, da Nationaltruppe.              |
| 71 | Jenny       | Gottfried            | Gymnasiast              | Innsbruck      | 1906    | Eintritt in die Infanterie-Kadettenschule sei nicht bewilligungspflichtig, da Nationaltruppe.                                                                     |

### Päpstliche Regimenter
| #  | Name  | Vorname | Grad / Beruf / Funktion | Herkunft | Jahr | Behördenentscheid |
| -- | ----- | ------- | ----------------------- | -------- | ---- | ----------------- |
| 73 | Peyer | Franz   | Leutnant                | Luzern   | 1865 | Gesuch abgelehnt. |

### Polnische Armee
| #  | Name   | Vorname | Grad / Beruf / Funktion | Herkunft | Jahr      | Behördenentscheid                                                                                       |
| -- | ------ | ------- | ----------------------- | -------- | --------- | --- |
| 74 | Landis | Arnold  | Dragoner-Oberleutnant   |          | 1920/1929 | Gesuch unnötig, da Nationaltruppe/nachträgliche Bewilligung zum Eintritt und Beförderung zum Hauptmann. |

### Russische Armee
| #  | Name     | Vorname            | Grad / Beruf / Funktion | Herkunft       | Jahr | Behördenentscheid                    |
| -- | -------- | ------------------ | ----------------------- | -------------- | ---- | ------------------------------------ |
| 75 | Wild     | Leopold            | Artillerie-Instruktor   | Bern           | 1860 | Gesuch bewilligt, da Nationaltruppe. |
| 76 | Deggeler | Samuel             |                         | Russland       | 1869 | Gesuch bewilligt, da Nationaltruppe. |
| 77 | Dönier   | Heinrich Friedrich |                         | St. Petersburg | 1879 | Gesuch bewilligt.                    |

### Serbische Armee
| #  | Name     | Vorname | Grad / Beruf / Funktion      | Herkunft     | Jahr | Behördenentscheid                                                                        |
| -- | -------- | ------- | ---------------------------- | ------------ | ---- | ---------------------------------------------------------------------------------------- |
| 78 | Suter    | Karl    | Major, Infanterie-Instruktor |              | 1876 | Gesuch genehmigt, Bedingung: Austritt aus der Schweizer Armee und dem Instruktionskorps. |
| 79 | Gruebler | Conrad  | Bautechniker                 | Aargau       | 1877 | Gesuch bewilligt.                                                                        |
| 80 | Eugster  | Anton   | Feldweibel                   | Appenzell iR | 1877 | Gesuch bewilligt.                                                                        |

### Spanische Armee
| #  | Name   | Vorname    | Grad / Beruf / Funktion | Herkunft | Jahr | Behördenentscheid |
| -- | ------ | ---------- | ----------------------- | -------- | ---- | ----------------- |
| 81 | Blaser | Arthur von | Leutnant                | Madrid   | 1876 | Gesuch bewilligt. |

### Türkische Armee
| #  | Name   | Vorname | Grad / Beruf / Funktion | Herkunft     | Jahr | Behördenentscheid                                                                                          |
| -- | ------ | ------- | ----------------------- | ------------ | ---- | --- |
| 82 | Fuster | Dr. ?   | Arzt                    | Appenzell iR | 1876 | Einsatzgesuch als Militärarzt bewilligt, da Nationaltruppe und Fuster (60) nicht mehr dienstpflichtig sei. |